# Enja Rúčková
Enja Rúčková (* 17. listopadu 1983, Liptovský Mikuláš, Slovensko) je slovenská spisovatelka. Na vysoké škole studovala obor příbuzný žurnalistice.[jaký?] Je vdaná a s manželem má dvě děti.
S publikací Co koho do toho získala v roce 2010 druhé místo v soutěži Kniha Liptova, o rok později získala s knihou riskovat to s punkerem první místo v této soutěži.

## Díla
- Co koho do toho (2010)
- Riskovat to s punkerem (2011)
- Očistný debakl (2012)
- Most kolibříků (2012)
- Žvýkačková král (2012)
- Láska na dvou kolech (2013)
- Můj nevlastní bratr (2013)